# Dreamin’ in a Casket
Dreamin’ in a Casket – szósty album glam rockowej grupy Hardcore Superstar wydany w 2007 przez Gain Records.

## Lista utworów
1. Need No Company
2. Medicate Me
3. Dreamin’ in a Casket
4. Silence For The Peacefully
5. Sophisticated Ladies
6. Wake Up Dead In A Garbagecan
7. Spreadin' The News
8. This Is For The Mentally Damaged
9. Sensitive To The Light
10. Lesson In Violence
11. Sorry For The Shape I'm In
12. No Resistance